# Região Geográfica Intermediária de João Pessoa
A Região Geográfica Intermediária de João Pessoa é uma das quatro regiões intermediárias do estado brasileiro da Paraíba e uma das 134 regiões intermediárias do Brasil, criadas pelo Instituto Brasileiro de Geografia e Estatística (IBGE) em 2017. É composta por 63 municípios, distribuídos em quatro regiões geográficas imediatas.
Sua população total estimada pelo Instituto Brasileiro de Geografia e Estatística (IBGE) para 1º de julho de 2018 é de 1 924 345 habitantes, distribuídos em uma área total de 9 693,460 km².
João Pessoa é o município mais populoso da região intermediária, além de ser capital do estado, com 833 932 habitantes, de acordo com o censo demográfico de 2022 do Instituto Brasileiro de Geografia e Estatística (IBGE).

## Regiões geográficas imediatas
| Região geográfica imediata | Municípios | População Estimativa 2018 | Área (km²) |
| -------------------------- | --- | ------------------------- | ---------- |
| João Pessoa                | Alhandra Bayeux Caaporã Cabedelo Caldas Brandão Conde Cruz do Espírito Santo Cuité de Mamanguape Gurinhém João Pessoa Juarez Távora Juripiranga Lucena Mari Pedras de Fogo Pilar Pitimbu Riachão do Poço Santa Rita São Miguel de Taipu Sapé Sobrado                   | 1 392 908                 | 3 754,178  |
| Guarabira                  | Alagoinha Araçagi Arara Araruna Bananeiras Belém Borborema Cacimba de Dentro Caiçara Casserengue Cuitegi Dona Inês Duas Estradas Guarabira Lagoa de Dentro Logradouro Mulungu Pilões Pilõezinhos Pirpirituba Riachão Serra da Raiz Serraria Sertãozinho Solânea Tacima | 320 025                   | 3 149,585  |
| Mamanguape-Rio Tinto       | Baía da Traição Capim Curral de Cima Itapororoca Jacaraú Mamanguape Marcação Mataraca Pedro Régis Rio Tinto | 145 045                   | 1 852,382  |
| Itabaiana                  | Itabaiana Mogeiro Natuba Salgado de São Félix São José dos Ramos | 66 367                    | 937,315    |
| Total                      | 63 | 1 924 345                 | 9 693,460  |